# Jo Claes
Jo Claes (Hasselt, 29 juli 1955) is een Vlaamse auteur.

## Biografie
In 1985 ging Claes werken als leerkracht Nederlands en Engels in het Heilig Hartinstituut Heverlee. In 1986 ontving zijn verhalenbundel De stenen toren de Prijs Beste Debuut. Datzelfde jaar verscheen ook zijn novelle De dwaling en in 1987 de roman Postume dood. In de jaren 90 publiceerde hij nog enkele prozawerken met een klassieke verhaallijn en een doordachte plot. 
Sinds 2002 publiceert hij ook non-fictie over hagiografie, mythologie en iconografie. Vooral bekend is het drieluik Sanctus, Sancti en Sanctorum. Daarnaast publiceerde hij werken over de Bijbel, de apocriefe evangelies, de Griekse mythen en de Romeinse sagen.
In 2008 publiceerde Claes met De zaak Torfs een misdaadroman rond het personage van inspecteur Thomas Berg. In 2009 kwam een vervolg en sindsdien komt er elk jaar een Thomas Berg-roman bij. De boeken spelen zich vooral af in Leuven, de woonplaats van de auteur. Getekend vonnis (2013) werd genomineerd voor de Gouden Strop, de Diamanten Kogel en de Storytel Award (Beste Vlaams luisterboek van 2022). Het volgende boek De mythe van Methusalem (2014) won die Gouden Strop en kreeg net zoals Het gewicht van de haat (2017) de Hercule Poirot Publieksprijs. Met De prijs van de twijfel  (2024) won Claes opnieuw de Hercule Poirotprijs.

### Fictie
- 1985: De stenen toren (Hadewijch), verhalenbundel bekroond met de Prijs Beste Debuut.
- 1986: De dwaling (Hadewijch)
- 1987: Postume dood (Hadewijch)
- 1989: Labrys (Houtekiet)
- 1992: De man met de witte anjer (Houtekiet)
- 1994: Het Kaïnsteken (Houtekiet)
- 1996: De val (Houtekiet)
- 2001: Quarantaine (Davidsfonds)
- 2019: Spiegelgevechten (Houtekiet)
- 2024: De Tol van de Muze (Houtekiet)

#### Serie Thomas Berg
- 2008: De zaak Torfs (Houtekiet)
- 2009: De blinde vlek (Houtekiet)
- 2010: Dood in december (Houtekiet)
- 2011: Het oog van de naald (Houtekiet)
- 2012: Tot de dood ons scheidt (Houtekiet)
- 2013: Getekend vonnis (Houtekiet) nominatie voor de Gouden Strop en Diamanten Kogel
- 2014: De mythe van Methusalem (Houtekiet) Gouden Strop winnaar & nominatie en publieksprijs Hercule Poirotprijs.
- 2015: Vermoorde onschuld (Houtekiet)
- 2016: Voor wie de klok slaat (Houtekiet)
- 2017: Over elk vergeten heen (Houtekiet)
- 2017: Het gewicht van de haat (Houtekiet) nominatie en publieksprijs Hercule Poirotprijs.
- 2018: Want alles gaat voorbij, maar niets gaat over (Houtekiet)
- 2019: Een tragisch verhaal (Houtekiet)
- 2020: Van de hemel in de hel (Houtekiet)
- 2021: De doden voorbij (Houtekiet)
- 2021: Race tegen de klok (Houtekiet)
- 2022: Slagschaduw (Houtekiet)
- 2023: De doden moeten hun getal hebben (Houtekiet)
- 2024: De prijs van de twijfel  (Houtekiet): Hercule Poirotprijs, nominatie Storytel Award, beste Vlaamse luisterboek 2024
- 2024: Prequel: Sub rosa (Houtekiet)
- 2025: De drogreden (Houtekiet)
- 2025: Het skelet in de Hanengang (Houtekiet)

#### Jeugdromans
- 2016 Niet voor mietjes 1 - De valstrik (De Fontein)
- 2018 Niet voor mietjes 2 - Het gevecht met de engel (De Fontein)
- 2019 Niet voor mietjes 3 - De roddel (De Fontein)
- 2020 Niet voor mietjes 4 - De kunst van het spieken (Houtekiet)
- 2021 Niet voor mietjes 5 - Een leugen, wit als sneeuw (Houtekiet)
- 2022 Niet voor mietjes 6 - Ontmaskerd (Houtekiet)
- 2023 Niet voor mietjes 7 - Het monster met de groene ogen (Houtekiet): Nominatie De Leesjury 2024
- 2024 Niet voor mietjes 8 - De weerwraak (Houtekiet): Nominatie Iedereen Leest

### Non-fictie
- 2002: Sanctus: heiligen herkennen (Davidsfonds) met Alfons Claes en Kathy Vincke
- 2004: Sancti: nog meer heiligen herkennen (Davidsfonds) met Alfons Claes en Kathy Vincke
- 2004: De Bijbel, Schatkamer van kunst en taal (Davidsfonds)
- 2005: Griekse mythen en sagen, Schatkamer van kunst en taal (Davidsfonds)
- 2005: Geneesheiligen in de Lage Landen (Davidsfonds) met Alfons Claes en Kathy Vincke
- 2006: De Twaalf, apocriefe verhalen over de apostelen (Davidsfonds) met Alfons Claes en Kathy Vincke
- 2006: Het verhaal van Maria, volgens de apocriefe geschriften (Davidsfonds) met Alfons Claes en Kathy Vincke
- 2006: Beschermheiligen in de Lage Landen  (Davidsfonds) met Alfons Claes en Kathy Vincke
- 2007: Sanctorum: heiligen herkennen (Davidsfonds) met Alfons Claes en Kathy Vincke
- 2008: Romeinse sagen en legenden, Schatkamer van kunst en taal (Davidsfonds)
- 2009: De 300 belangrijkste scènes in de christelijke kunst (Davidsfonds)
- 2019: Kunst en Christendom (Davidsfonds)
- 2020: Dubbelgangers en tegenhangers (Sterck & De Vreese)

- Digitale Bibliotheek voor de Nederlandse Letteren: clae008
- Gemeinsame Normdatei: 1014419530
- International Standard Name Identifier: 0000 0003 9865 6990
- Library of Congress Control Number: n96040880
- Nationale Bibliotheek van Tsjechië: jo20211107088
- Nederlandse Thesaurus van Auteursnamen: 071525521
- Système universitaire de documentation: 132283301
- Virtual International Authority File: 265578152
- WorldCat: E39PBJwRYJ9Mp8TxVJdpk3yKh3